# Station Citayam
Citayam is een spoorwegstation in de Indonesische provincie West-Java.

## Bestemmingen
- KRL Ekonomi Jakarta-Bogor